# Họ Trám
Họ Trám hay còn gọi là họ Rẫm  (danh pháp khoa học: Burseraceae, đồng nghĩa: Balsameaceae, Neomangenotioideae) là một họ của 19 chi với khoảng 750-860 loài thực vật có hoa. Họ này chứa các loài cây gỗ hay cây bụi, bản địa của khu vực nhiệt đới châu Phi, châu Á và châu Mỹ.
Một vài loài trong họ này sản sinh ra nhựa có hương thơm, được sử dụng để làm hương hay nước hoa, đáng chú ý nhất là nhũ hương (Boswellia spp.) và một dược (Commiphora myrrha, đồng nghĩa: Commiphora momol). Nó cũng bao gồm các loài cây ăn quả, như Dacryodes edulis.
Sự phân chia của hai chi Bursera và Commiphora được một số tác giả coi là có từ khoảng 120 triệu năm trước (Ma), với sự đa dạng hóa trong chi đầu tiên đã bắt đầu vào khoảng 70 Ma (Becarra 2005); nhưng dường như các con số này là quá cao. Weeks và Simpson (2007) cho rằng sự phân nhánh của chi Commiphora từ nhánh mà hiện nay đại diện của nó là B. tonkinensis (râm) diễn ra vào khoảng 53-41,6 Ma (thế Eocen), mặc dù Commiphora tự nó đã không đa dạng hóa cho tới tận 32,3-23,2 Ma. Sự khô cằn hóa trong thế Neogen ở châu Phi diễn ra cũng xấp xỉ vào khoảng thời gian này (Weeks và ctv. 2005, Weeks & Simpson 2007).
Hiện tại, theo ước tính của APG thì các chi có nhiều loài nhất là: Commiphora (~ 190 loài, trong đó tới 150 loài chỉ có ở châu Phi), Protium (~85 loài), Canarium (~75 loài), Bursera (~ 50 loài). Chi Beiselia với 1 loài duy nhất (B. mexicana ở Mexico) có quan hệ họ hàng chị-em (nghĩa là rẽ nhánh sớm nhất ra khỏi phần còn lại) với toàn bộ nhóm còn lại của họ này trong một số nghiên cứu ở mức phân tử.

## Các chi
- Beiselieae: 1 chi, 1 loài.
  - Beiselia
- Garugeae: 12 chi, 275 loài.
  - Boswellia: Hương trầm hay nhũ hương
  - Garuga: Cốc đá, dộc đá, trám đỉnh
  - Ambilobea (tách ra từ Boswellia)
  - Scutinanthe
  - Canarium (bao gồm cả Canariellum): Trám, cà na
  - Triomma
  - Dacryodes (bao gồm cả Hemisantiria, Pachylobus): Xuyên mộc
  - Santiria (bao gồm cả Icicaster, Santiriopsis, Trigonochlamys)
  - Trattinnickia
  - Haplolobus
  - Paraprotium
  - Tapirocarpus
- Bursereae: 3 chi, 286 loài.
  - Aucoumea
  - Bursera (bao gồm cả Elaphrium): Râm, rẫm
  - Commiphora (bao gồm cả Balsamodendrum, Hemprichia, Neomangenotia): Một dược
- Protieae: 3 chi, 140 loài
  - Protium (bao gồm cả Icica): Khoảng 130 loài cọ phèn.
  - Crepidospermum (bao gồm cả Hemicrepidospermum)
  - Tetragastris (bao gồm cả Hedwigia)

## Hình ảnh

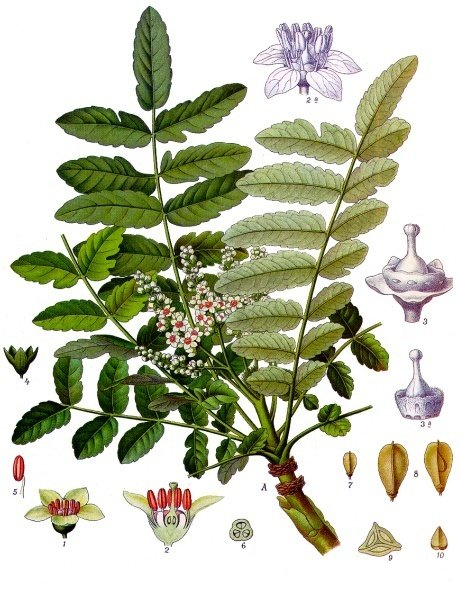
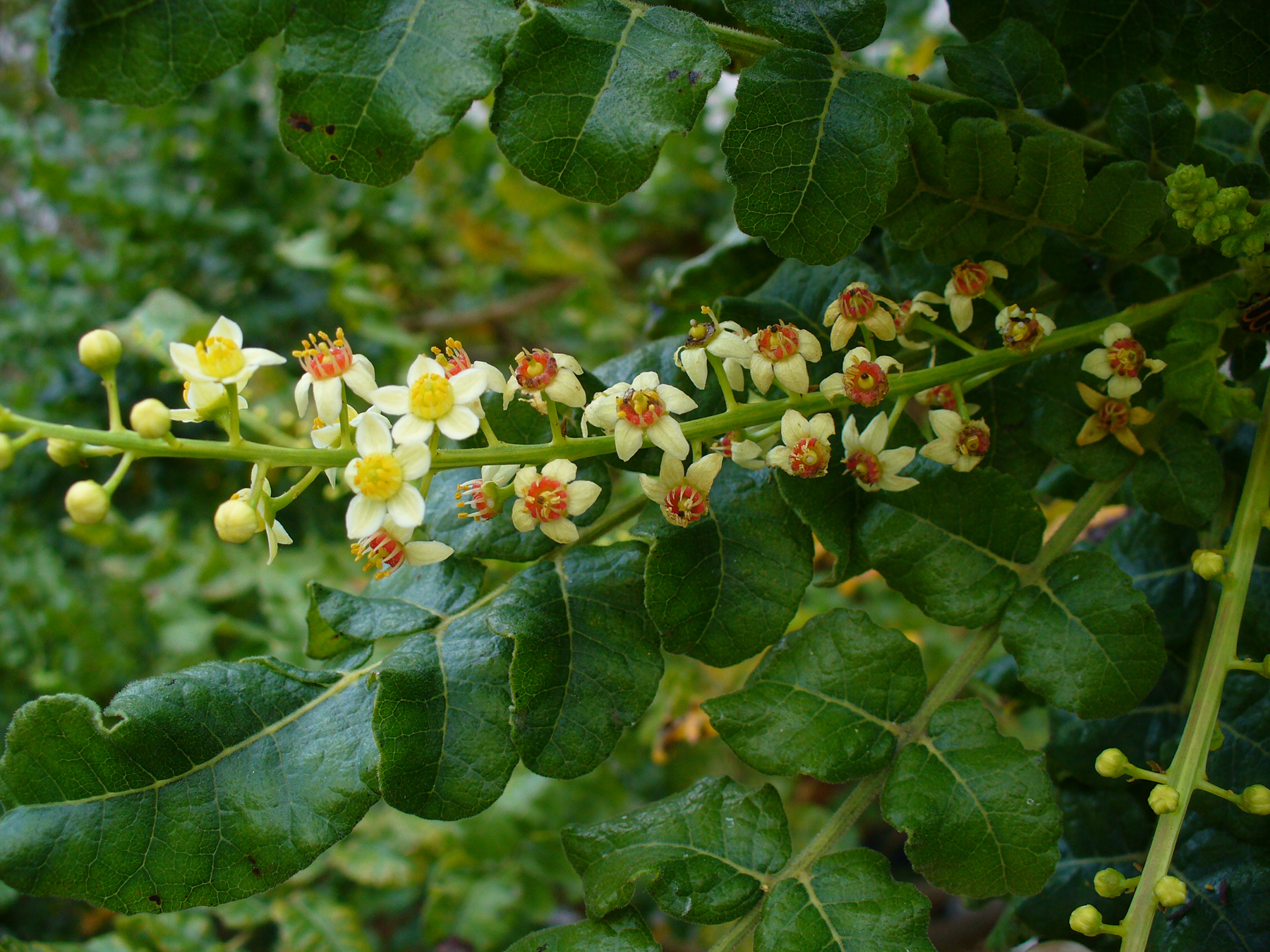
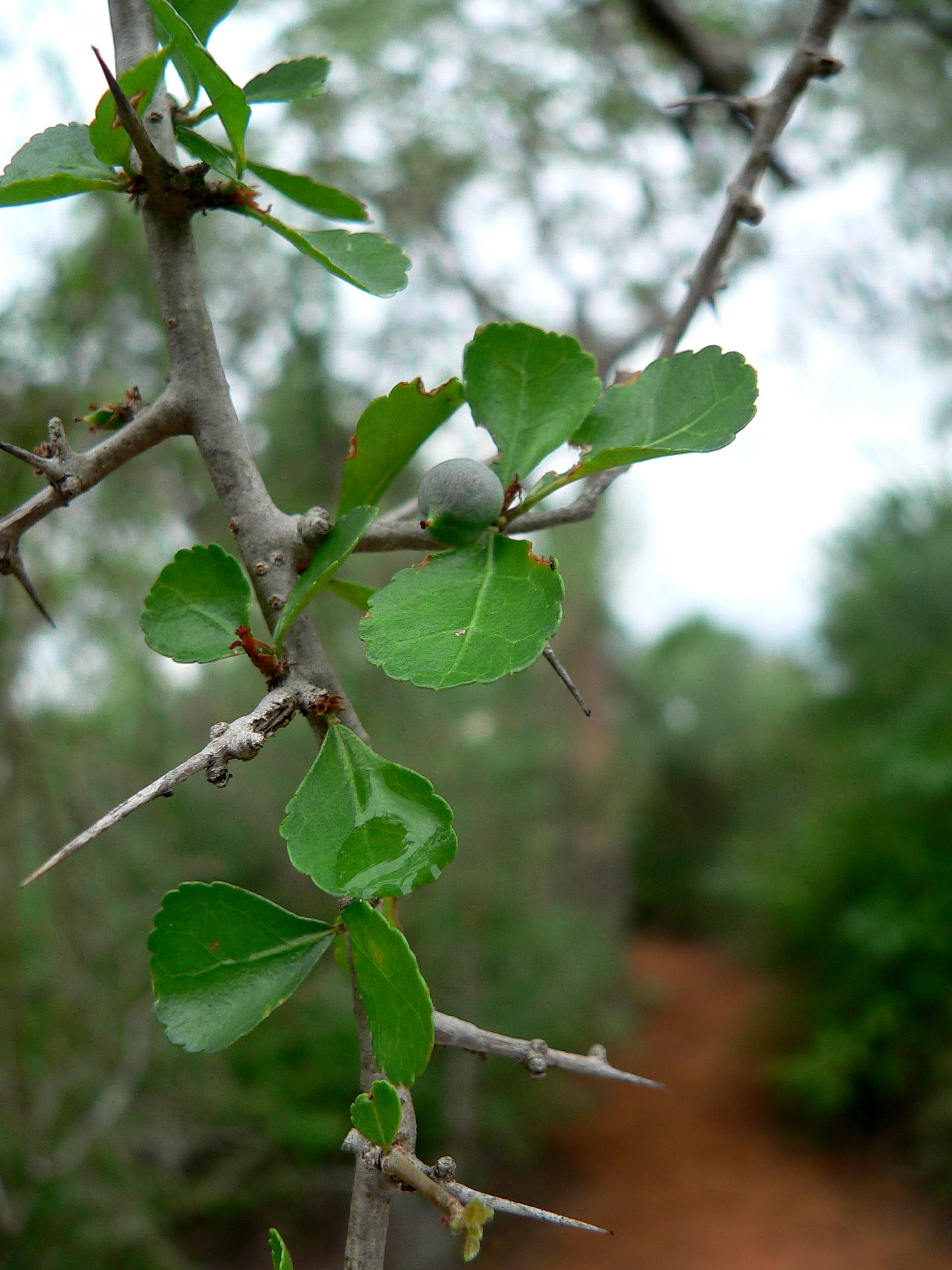
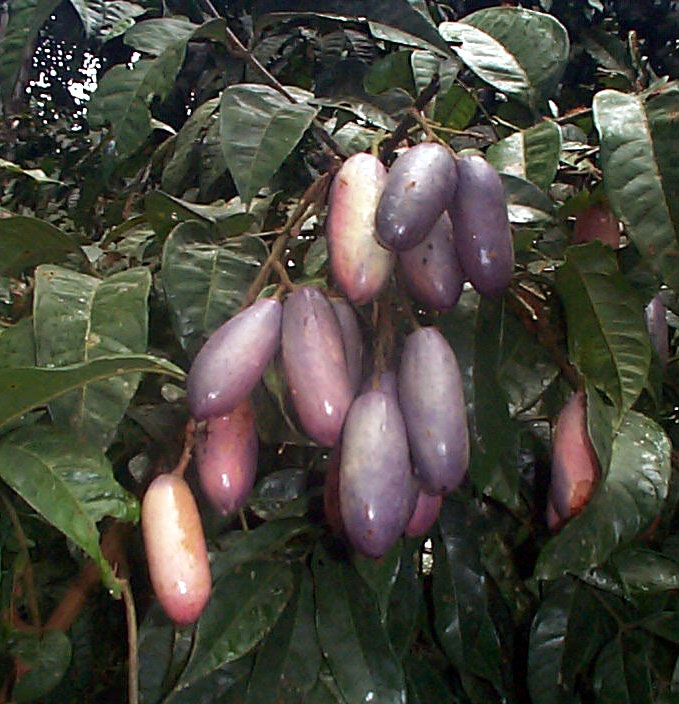